# プラホヴァ県
| 県章 プラホヴァ県の位置 |                     |
| 地域                    | 南部地域            |
| 歴史的な地域            | ムンテニア          |
| 県都                    | プロイェシュティ    |
| 面積                    | 4,716km²            |
| 人口                    | 695,119人（2021年） |
| 人口密度                | 147人/km²           |
| ISO 3166-2              | RO-PH               |

プラホヴァ県 （プラホヴァけん、Judeţul Prahova）は、ルーマニア・ムンテニア地方の県。県都はプロイェシュティ。東はブザウ県、西はドゥンボヴィツァ県、北はブラショフ県、南はヤロミツァ県とイルフォヴ県と接している。

## 人口統計
人口は695,119人、人口密度は1平方キロメートルあたり147人。かつてはルーマニアで最も人口の多い県であったが、2006年にヤシ県に抜かれた。主要民族構成は下記の通り。
- ルーマニア人 - 605,242人
- ロマ人 - 14,024人

| 年   | 県人口  |
| ---- | ------- |
| 1948 | 557,776 |
| 1956 | 623,817 |
| 1966 | 701,057 |
| 1977 | 817,168 |
| 1992 | 874,349 |
| 2002 | 829,945 |
| 2011 | 762,886 |
| 2021 | 695,119 |

工業の発展のため、人口が流入している。

## 地理
面積は4,716平方キロメートルである。

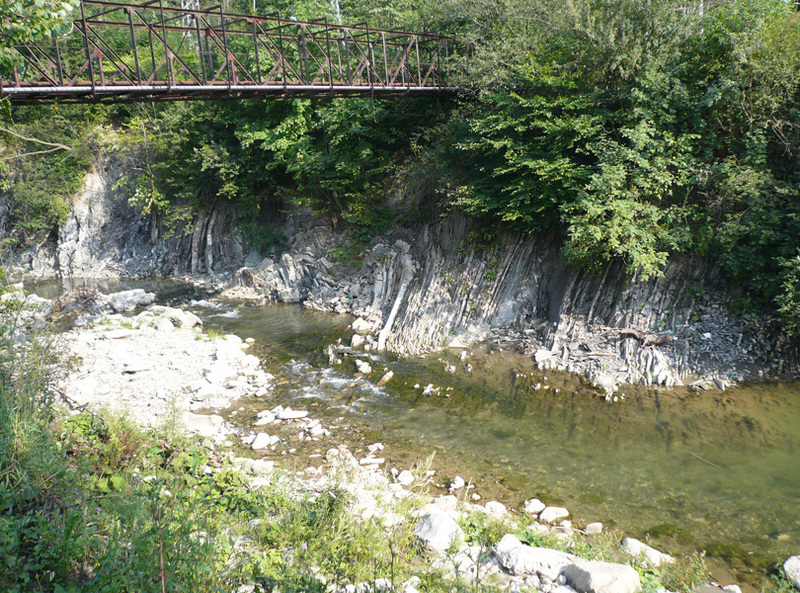
シナヤを流れるプラホヴァ川

土地の起伏は、山地、丘陵、平野の3つにおよそ均等に分けられる。北部は東カルパチア山脈の南の終わりとなるカルパツィ・デ・クルブラ山地（en:Carpaţii de curbură）である。ブチェジ山地は南カルパチア山脈の東の終わりとなる。この2つの山地は、プラホヴァ谷で分けられている。県南部は平野で、ルーマニア平原の北西部にあたる。主要河川はプラホヴァ川である。山地から多くの河川（ドフタナ川やテレアジェン川）を集めてプラホヴァ谷を流れていく。

## 経済
長きに渡って原油の生産・精製が行われてきた。工業化が非常に進み、115,000人以上が工業に従事しており、国内の工業生産の8％以上を担うとされる。国際企業との合弁会社が数社稼働しており、コカコーラ、ユニリーバ、インベブ、ミシュラン、Timkenなどが進出している。 
県の主要産業は以下のとおりである。
- 石油産業（国内生産の50％を占める）
- 石油精製施設
- 化学工業
- ゴム製造
- 機械部品製造
- 食品及び飲料製造
- 織物産業

農業も発展している。県南部は主に大規模農業で、丘陵地帯はワイン生産と果樹栽培に適している。国内の農業生産の3％をプラホヴァ県が占めるとされている。

## 観光
プラホヴァ谷は国内でも高いポテンシャルを秘めた観光地の一つであり、ルーマニアでも良質の観光設備を持つ。

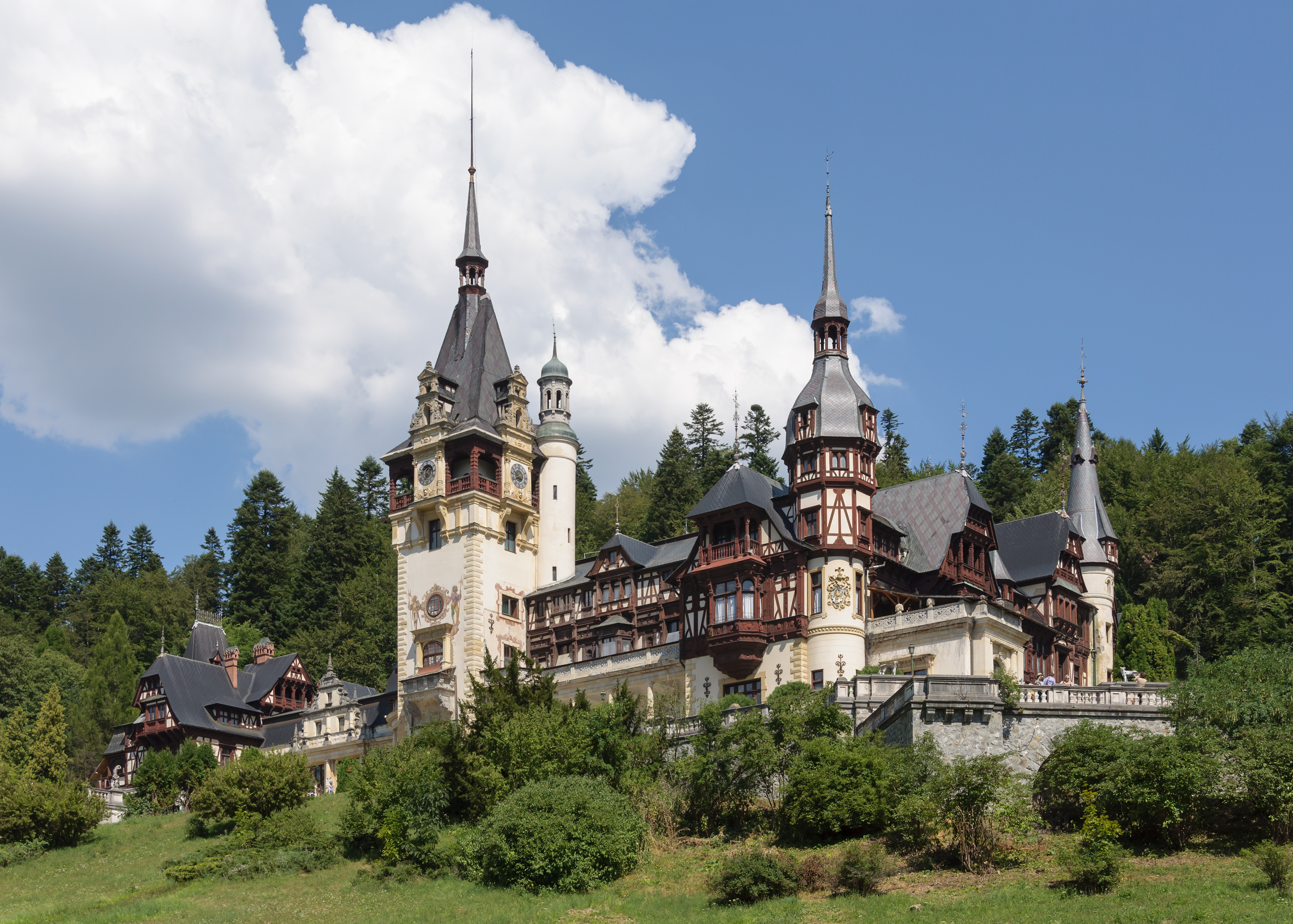
ペレシュ城

- プラホヴァ谷
  - シナヤ（en:Sinaia）　-　シナヤ修道院（en:Sinaia Monastery）、ルーマニア王カロル1世が建設した夏の離宮、ペレシュ城がある
  - ブシュテニ（en:Buşteni）
  - アズガ（en:Azuga）
  - ブチェジ山地（en:Bucegi Mountains）
- テレアジェン川谷
  - ヴァレニイ・デ・ムンテ（en:Vălenii de Munte）
  - ケイア（en:Cheia）
  - スラニク（en:Slănic）
- プロイェシュティ
- クンピナ（en:Câmpina）

## 行政区画
2つの都市、12の町、89の基礎自治体からなる。

### 主な市町
- プロイェシュティ
- クンピナ